# 中国共産主義青年団

中国共産主義青年団団旗

中国共産主義青年団徽章

中国共産主義青年団（ちゅうごくきょうさんしゅぎせいねんだん）とは、中国共産党による指導のもと、14歳から28歳の若手エリート団員を擁する青年組織。略称は共青団（きょうせいだん）。

## 概説
トップの中央書記処第一書記は、賀軍科（2018年6月29日就任）。1920年8月に陳独秀や戴季陶らが中国社会主義青年団として設立する。翌年に発足する中国共産党の基盤を固めるために、下部組織として作られた。1925年の第3回全国代表大会で中国共産主義青年団、1949年4月中国新民主主義青年団と改称。1957年に現在の名称（元の名称）に決定される。団員数は8900万人（2013年末現在）。
青年が共産主義を学習する学校として機能し、実質中国共産党の予備軍とされてきた。直接中国共産党に入党することも可能であるが、将来共産党高級幹部を目指すためには先ず共青団に入団し、共産党に入党するのがエリートコースとされた。共青団が指導する下部組織として中国少年先鋒隊（少先隊）があり14歳以下の少年が所属している。
共産主義青年団中央委員会は、党中央委員会の指導を受け、共産主義青年団の地方各クラスの組織は、同じクラスの党委員会の指導を受けると共に、共産主義青年団の上級組織の指導を受ける。
青年団の県クラスおよび県クラス以下の各クラス委員会の書記、青年団委員会の書記は、党員である場合、同じクラスの党の委員会および常務委員会の会議に列席することができる。
2018年の第18期全国代表大会は第1書記に賀軍科・常務書記を選出した、2017年に前任の第1書記は事実上更迭され、9カ月間にわたりトップが空席となっていた。
2019年4月には共青団は2022年までに学生1000万人超を地方に派遣すると決定して「下放の復活」であるとして物議を醸した。また、予算が大幅に減らされているほか、「反腐敗闘争」を進める党中央の組織から、「貴族化や娯楽化」の現象があると批判され、中央の共青団の幹部を減らすなどの改革案が発表されている。
しかし、共青団は党総書記の習近平から嫌われていると報じられており、2022年10月の中国共産党第二十回大会で李克強や汪洋が党最高指導部の政治局常務委員から外れるなど共青団の影は薄くなった上、首相候補と目された胡春華も政治局員を外されて降格したため党内での影響力はほぼ途絶えたともいわれている。

## 歴代第一書記
- 兪秀松（1920年8月-1922年4月）
- 施存統（中国語版）（1922年5月-1924年12月）
- 劉仁靜（中国語版）（1922年年末）
- 張太雷（1925年1月-1927年4月）
- 任弼時（1927年5月-1928年6月）
- 関向応（1928年7月-1949年3月）
- 馮文彬（中国語版）（1949年4月-1953年6月）
- 胡耀邦（1953年7月-1978年9月）
- 韓英（中国語版）（1978年10月-1982年11月）
- 王兆国（1982年12月-1984年12月）
- 胡錦涛（1984年12月-1985年11月） - 第4世代
- 宋德福（中国語版）（1985年11月-1993年5月）
- 李克強（1993年5月-1998年6月） - 第5世代
- 周強（1998年6月-2006年11月） - 第6世代
- 胡春華（2006年11月-2008年5月） - 第6世代
- 陸昊（2008年5月-2013年3月） - 第6世代
- 秦宜智（中国語版）（2013年3月-2017年9月）
- 賀軍科（中国語版）（2018年6月ｰ ）

## 団派
共青団出身者によってつくられている団派と呼ばれる派閥は、2002年に中国共産党総書記に就任した胡錦濤をトップに徐々にその勢力を拡大している。2006年には省・市党委書記が上海幇、省長・市長兼任の副書記が共青団出身者という構図が多く見られた。トップの上海幇は徐々に共青団出身者にとって代わられている。
団派のイメージは、2012年に令計画が高級スポーツカー運転中の事故で死亡した息子の隠蔽工作を行ったことでダメージを負ったとされる。
2018年には共青団出身者の周強が最高人民法院長に就任している。
しかし、団派は党総書記の習近平から嫌われていると報じられており、2022年10月の中国共産党第二十回大会で李克強や汪洋が党最高指導部の政治局常務委員から外れ、首相候補とされた胡春華も政治局員を外されて降格したため党内での影響力はほぼ途絶えたともいわれている。

## 有名な共青団出身者
- 鄧小平[11]
- 蒋経国[12]
- 胡耀邦
- 胡錦濤
- 胡啓立
- 汪洋
- 李源潮
- 劉延東
- 劉奇葆
- 胡春華